# Didier Opertti
Didier Opertti Badán (Montevideo, 1937) és un advocat i polític uruguaià pertanyent al Partit Colorado.

## Biografia
Nascut a Montevideo, la capital de l'Uruguai, Opertti va ser ministre de l'Interior del president Julio María Sanguinetti Coirolo entre 1995 i 1998. Va deixar el càrrec de ministre per ocupar el de president de l'Assemblea de les Nacions Unides (1998–1999).
Des del 2 de febrer de 1998 fins a l'1 de març de 2005, Opertti va ser ministre d'Afers Exteriors de l'Uruguai durant les presidències de Sanguinetti i de Jorge Batlle Ibáñez (2000–2005).
Un cop va deixar el Ministeri d'Afers Exteriors, Opertti va servir com a Secretari General de l'Associació Llatinoamericana d'Integració (ALADI), amb seu a Montevideo.